# كرونتين
كرونتين (بالإنجليزية: Krönten)‏ هو أحد جبال سلسلة جبال الألب أوري ويقع في كانتون أوري في سويسرا. يحتل المرتبة رقم 173 في قائمة جبال سويسرا من حيث الارتفاع، إذ يبلغ ارتفاعه حوالي 3108 متر، بينما يبلغ ارتفاع نتوء الجبل 330 متر، هذا وقد سجل أول وصول لقمة الجبل عام 1868.